# Take A Deeper Look
TAKE A DEEPER LOOK은 "더 깊게 보자"라는 뜻으로 박재범의 첫 번째 미니 앨범이다. 이 앨범은 여러 가지 장르를 아우르며, 박재범이 앨범에 수록된 7곡중 전곡을 작사, 6곡을 작곡하고, 프로듀싱까지 하여 화제가 되었다. 이 앨범에 참여한 뮤지션으로는 레이블 ILLIONAIRE RECORDS의 더 콰이엇, 도끼, 그리고 박재범의 크루 AOM의 멤버인 Cha Cha Malone이 있다.

## 특징
- 타이틀 곡 Abandoned (Feat. Dok2) 뮤직비디오에는 미스코리아 출신 박미소가 출연을 했다.
- 이 앨범은 미국 빌보드 월드 앨범 차트 3위, 히트시커스 차트 26위에 올라 화제를 모았다.[1]

## 수록곡
1. Touch The Sky (Feat. The Quiett)
2. Abandoned (Feat. Dok2) (타이틀곡)
3. 오늘밤 (Feat. 강민경 of 다비치) (후속곡)
4. 너 없이 안돼
5. Don't Let Go
6. Level 1000 (With. Dok2)
7. Bestie